# زنبور أنبوبي
زنبور أنبوبي أو الأنبوبية (الاسم العلمي Ampulex)، جنس عالمي كبير من زنابير غشائيات الأجنحة وفصيلة دبور الصراصير. يضم 130 نوع توجد في المناطق المدارية خاصة في العالم القديم، وهناك 15 نوعًا معروف حاليًا في العالم الجديد، وأقل من خمس أنواع أصيلة في أوروبا والولايات المتحدة.